# Острів Амамі-Осіма, острів Токуносіма, північна частина острова Окінава та острів Іріомоте
Острів Амамі-Осіма, острів Токуносіма, північна частина острова Окінава та острів Іріомоте (яп. 奄美大島、徳之島、沖縄島北部及び西表島) є послідовним об'єктом Світової спадщини ЮНЕСКО, що складається з п'яти складових частин на чотирьох японських островах у ланцюзі Рюкю островів Нансей. Місце було обрано з точки зору біорізноманіття (критерій Світової спадщини x) через різноманітну екосистему видів рослин і тварин, які є унікальними для регіону.

## Історія
Уперше обрано як місце-кандидат у 2003 році, початкову номінацію було додано до попереднього списку у 2016 році; після первинної оцінки МСОП у 2018 році заявку було відкликано для перегляду перед повторним поданням наступного року; після подальшої оцінки у 2021 році МСОП рекомендував включити переглянуту номінацію в липні. У 2021 році ЮНЕСКО проголосувала за внесення цього до списку Світової спадщини.

### Суперечка про найменування
За довгу історію кампанії з реєстрації цей кандидатський сайт перейменовувався щонайменше двічі. Коли комісія вчених-натуралістів офіційно додала його до попереднього списку номінацій Японії, йому дали назву Рюкю Шото. Це було зроблено згідно з конвенцією природничих наук, але суперечить офіційному визначенню, наданому урядом Японії, яке виключає острови Амамі з Рюкю Шото. Більше того, острови Амамі та префектура Каґосіма в цілому висловили рішучу опозицію щодо нав'язування собі ярлика Рюкю. У результаті місце-кандидат було перейменоване на Amami–Ryukyu. Наприкінці 2015 року комітет ЮНЕСКО рекомендував Японії «з технічної точки зору» використовувати точне позначення номінованих територій. У відповідь на це у 2016 році місце-кандидат було перейменоване на поточну, дуже описову назву.

## Компоненти
Послідовний об'єкт Світової спадщини складається з п'яти складових частин на чотирьох островах:
| ID       | Компонент                           | Архіпелаг          | Префектура          | Зображення | Центральна точка                                                        | Площа (га) | Буферна зона (га) |
| -------- | ----------------------------------- | ------------------ | ------------------- | ---------- | ----------------------------------------------------------------------- | ---------- | ----------------- |
| 1574-001 | Амамі Осіма 奄美大島                | острови Амамі      | Префектура Каґосіма |            | 28°16′45″ пн. ш. 129°22′42″ сх. д. / 28.27917° пн. ш. 129.37833° сх. д. | 11,640     | 14,663            |
| 1574-002 | Токуносіма (a) 徳之島               | острови Амамі      | Префектура Каґосіма |            | 27°45′48″ пн. ш. 128°58′02″ сх. д. / 27.76333° пн. ш. 128.96722° сх. д. | 1,724      | 1,813             |
| 1574-003 | Токуносіма (b) 徳之島               | острови Амамі      | Префектура Каґосіма |            | 27°51′48″ пн. ш. 128°55′46″ сх. д. / 27.86333° пн. ш. 128.92944° сх. д. | 791        | 999               |
| 1574-004 | Північна частина Окінави 沖縄島北部 | Окінавські острови | Префектура Окінава  |            | 26°43′29″ пн. ш. 128°13′12″ сх. д. / 26.72472° пн. ш. 128.22000° сх. д. | 7,721      | 3,398             |
| 1574-005 | Іріомоте 西表島                     | Острови Яеяме      | Префектура Окінава  |            | 24°19′34″ пн. ш. 123°48′31″ сх. д. / 24.32611° пн. ш. 123.80861° сх. д. | 20,822     | 3,594             |

## Біорізноманіття
На загальній площі 426,98 квадратного кілометра (164,86 миля2) знайдено близько 1819 судинних рослин, 21 наземних ссавців, 394 птахів, 21 земноводних, 36 наземних рептилій і 267 внутрішніх риб, у тому числі ендеміків, таких як кролик Амамі, пастушок окінавський і Іріомотський кіт. Із перерахованих вище 189 видів судинних рослин є ендемічними (близько 10 % від загальної кількості знайдених видів), а також 13 наземних ссавців (62 %), 5 птахів, 18 земноводних (86 %), 23 рептилії (64 %) і 14 внутрішніх риб. Із 6153 знайдених видів комах 1607 є ендемічними.

### Ендемічні таксони
Ендемічні таксони становлять таке, з видами EDGE, позначеними зірочкою (хоча вид EDGE, жаба Кампіра Фоллс Іріомоте не вказана нижче, оскільки вона також трапляється на Тайвані):
|                | Амамі-Осіма | Токуносіма | Окінава | Іріомоте |
| -------------- | --- | --- | --- | --- |
| Ссавці         | *Кролик Амами * Колючий щур Рюкю *Пацюк рюкюський Землерийка рюкюська Рюкюський трубоносий кажан Янбарський вусатий кажан *Рюкюський крилокрилий кажан | *Кролик Амами *Токуносімський колючий шур *Довгохвостий гігантський рюкюський щур Рюкюська землерийка Рюкюський трубоносий кажан Янбарський вусатий кажан *Рюкюський крилокрилий кажан | *Колючий щур Муннінка *Пацюк рюкюський Рюкюський трубоносий кажан Янбарський вусатий кажан Фруктовий кажан Орії *Рюкюський крилокрилий кажан         | Іріомотський кіт *Рюкюський крилокрилий кажан Фруктовий кажан Яеями Рюкюський дикий кабан                                                        |
| Птахи          | *Слуква японська Квічаль амамійський *Сойка риукійська Соловейко чорногорлий komadori Дятел білоспинний owstoni                                        | *Слуква японська Соловейко чорногорлий namiyei | *Пастушок окінавський Дятел окінавський Соловейко чорногорлий namiyei                                                                                | Гаїчка архіпелагова Змієїд чубатий perplexus |
| Амфібії        | *Тритон Андерсона Тритон окінавський Odorrana amamiensis *Babina subaspera Odorrana splendida                                                          | *Тритон Андерсона Odorrana amamiensis | *Тритон Андерсона Тритон окінавський *Прихована жаба Рюкюська жаба Жаба Холста *Namie's frog                                                         | Odorrana supranarina Odorrana utsunomiyaorum |
| Рептилії       | *Синьохвостий сцинк Барбура Протоботропс жовто-зелений Dinodon semicarinatum Sinomicrurus japonicus japonicus                                          | *Смугастий земляний гекон *Синьохвостий сцинк Барбура Протоботропс жовто-зелений Dinodon semicarinatum Sinomicrurus japonicus boettgeri                                                | *Черепаха японська *Японський еублефар *Синьохвостий сцинк Барбура Протоботропс жовто-зелений Dinodon semicarinatum Sinomicrurus japonicus boettgeri | Водяна черепаха жовта Мелений сцинк Бетгера *Гігантський сцинк Кішинуе *Takydromus dorsalis Черепаха жовтообідкова Полоз тонкохвостий schmackeri |
| Внутрішня риба | Ryukyu ayu Parioglossus caeruleolineatus Stiphodon imperiorientis Acanthogobius insularis Luciogobius ryukyuensis                                      | | Stiphodon imperiorientis Luciogobius ryukyuensis | Eviota ocellifer Stiphodon imperiorientis Parkraemeria saltator                                                                                  |
| Ракоподібні    | Amamiku amamensis Geothelphusa obtusipes Geothelphusa sakamotoana                                                                                      | Amamiku amamensis Geothelphusa obtusipes Geothelphusa sakamotoana | Caridina окінавська Candidiopotamon okinawense Geothelphusa grandiovata Geothelphusa tenuimanus Geothelphusa aramotoi                                | Neocaridina iriomotensis Neocaridina brevirostris Macrobrachium shokitai Caridina macrodentata Geothelphusa fulva Geothelphusa minei             |
| Комахи         | Asiagomphus amamiensis amamiensis Neolucanus progenetivus progenetivus                                                                                 | Matrona basilaris japonica Neolucanus progenetivus progenetivus | Cheirotonus jambar Neolucanus okinawanus Rhipidolestes shozoi                                                                                        | Asiagomphus yayeyamensis Rhinocypha uenoi Neolucanus insulicola insulicola                                                                       |
| Рослини        | Копитняк fudsinoi Фіалка солодка Cardiandra amamiohsimensis                                                                                            | Копитняк хацусімае Солодиця амамі Solenogyne mikadoi | Pieris japonica кол. коїдзумі | Satakentia liukiuensis Asarum gelasinum Solenogyne mikadoi Ochlodes asahinai Жилолист яаямський Фіалка ташіроі                                   |

На додаток до вищезазначеного, окінавські підвиди птахів, знайдені в Ямбару (північна частина Окінави), становлять личинкоїд сірий, оливник короткопалий, сова-голконіг далекосхідна, сплюшка бангладеська, очеретянка китайська, монарх-довгохвіст чорний, дятел бурощокий, синиця далекосхідна, окулярник японський, ворона великодзьоба, горлиця велика, мухоловка жовтоспинна, погонич індійський, альціон вогнистий та гаїчка японська; подібним чином, але знайдені на островах Яеяма (включно з Іріомоте), є ендемічні підвиди: оливник короткопалий, смарагдовий голуб, дятел бурощокий, синиця далекосхідна та японський лісовий голуб.

## Захист
Території місця та види, що живуть на ньому, захищені низкою додаткових заходів, включаючи визначення національних парків (Національний парк Амамі Ґунто, Національний парк Янбару, Національний парк Іріомоте-Ісігакі), лісові біосферні заповідники (Лісовий біосферний заповідник Амамі Ґунто, Янбару Лісовий біосферний заповідник, Лісовий біосферний заповідник Іріомоте), зони захисту дикої природи (територія захисту дикої природи Юван-даке, територія захисту дикої природи Янбару (Ада), територія захисту дикої природи Янбару (Аха), територія захисту дикої природи Іріомоте, а також двадцять чотири зони захисту дикої природи префектури), а також природні пам'ятки (тридцять національних і ще двадцять дві префектурні пам'ятки).